# Uleanivka, Novoukraiinka
Uleanivka (în ucraineană Улянівка) este un sat în comuna Sotnîțka Balka din raionul Novoukraiinka, regiunea Kirovohrad, Ucraina.

## Demografie
Componența lingvistică a localității Uleanivka
     Ucraineană (93,01%)
     Rusă (4,2%)
     Română (2,8%)
Conform recensământului din 2001, majoritatea populației localității Uleanivka era vorbitoare de ucraineană (93,01%), existând în minoritate și vorbitori de rusă (4,2%) și română (2,8%).